# Olecki
Olecki là một huyện thuộc tỉnh Warmińsko-Mazurskie của Ba Lan. Huyện có diện tích 874 km². Đến ngày 1 tháng 1 năm 2011, dân số của huyện là 34066 người và mật độ 39 người/km².